# Tebulosmta
Tebulosmta (tschetschenisch Тулой-лам, Tuloy-Lam oder Tiebuolt-Lam, georgisch ტებულოს მთა, Tebulos mta, russisch Тебулосмта) ist mit 4.493 m Höhe der höchste Berg des östlichen Großen Kaukasus und der höchste Berg der autonomen Republik Tschetschenien in Russland. Die Grenze zwischen Russland und Georgien verläuft wie bei anderen Bergen in der Region in Gipfelnähe auf mehr als 4.000 m Höhe. Mit einer Schartenhöhe von 2.145 m ist er einer der Berge mit der größten Schartenhöhe im westlichen Asien. Die Gletscher des Berges sind verhältnismäßig klein und belaufen sich insgesamt auf gerade einmal drei Quadratkilometer. 